# Bier in China

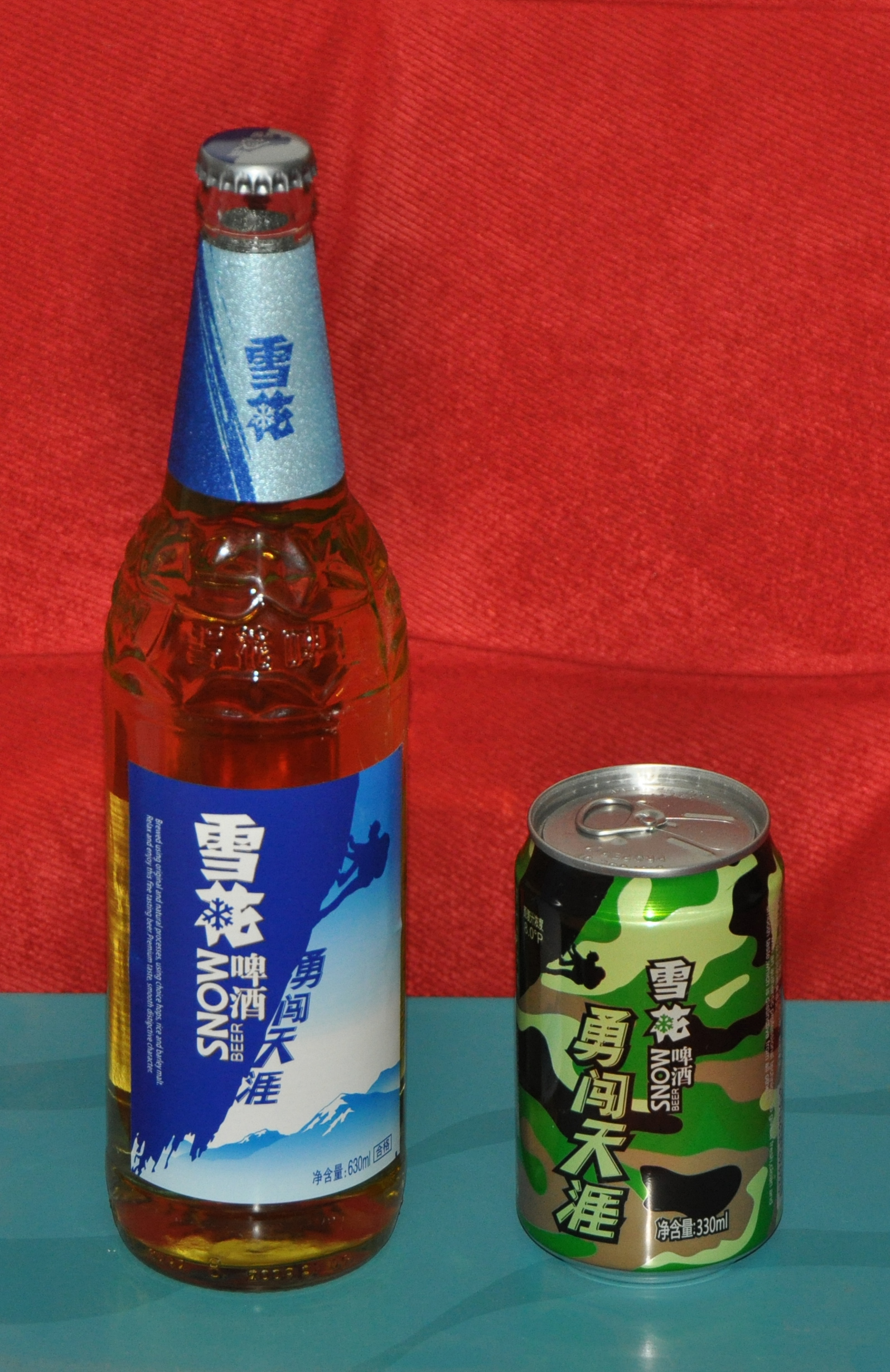
Snow-Bier-Flasche und Dose

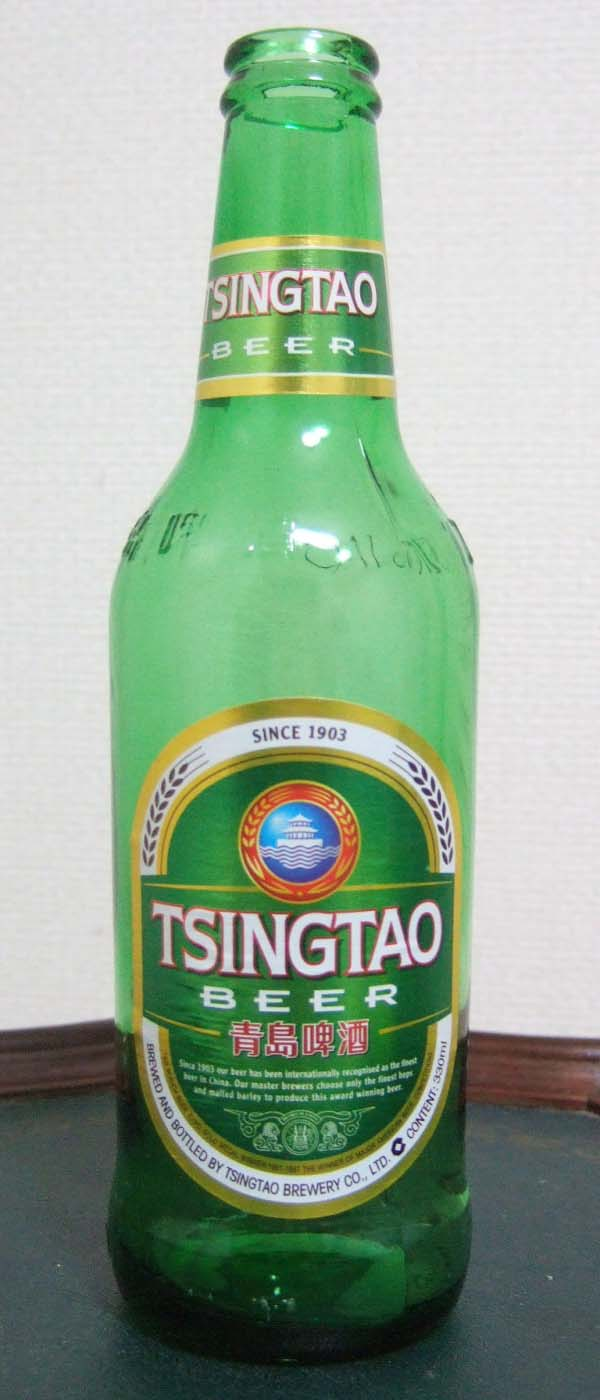
Eine Flasche Tsingtao-Bier

Bier in China verbreitete sich zunehmend während des letzten Jahrhunderts durch die Beliebtheit von lokalen und importierten Biermarken. Obwohl es sich bei chinesischem Bier vornehmlich um Lagerbier handelt, sind vereinzelt auch andere Sorten auffindbar, wie z. B. das Tsingtao Schwarzbier.
Die Volksrepublik China ist mit 360 Mio. Hektoliter Bier im Jahr 2022 (2017: 440 Mio. hl) der größte Bierproduzent der Welt. Das entspricht fast der doppelten Menge der zweitplatzierten USA.

## Geschichte
China verfügt über eine lange Geschichte der Produktion und des Konsums von alkoholischen Getränken. An bis zu 9000 Jahre alten Tongefäßen aus der nordchinesischen Provinz Henan wurden Spuren eines vergorenen Getränks aus Reis, Honig und Früchten entdeckt.
Das älteste überlieferte Bierrezept stammt aus der Yangshao-Kultur und ist ca. 5000 Jahre alt, als Zutaten wurde Rispenhirse, Gerste, Hiobsträne und Knollengemüse verwendet.
Das traditionellste chinesische Alkoholgetränk ist der Reiswein. Chinesische Urahnen entwickelten diverse alkoholische Getränke, wobei deren Zutaten unter anderem Cerealien, Früchte und Pflanzen umfassten. Alkohol wird traditionell mit Glück und Freude assoziiert. Trinkkultur und Brauereitechniken haben sich mit der konfuzianischen Kultur auf dem ganzen asiatischen Kontinent verbreitet. Obwohl China über eine lange Geschichte der Alkoholproduktion verfügt, so ist seine Alkoholindustrie erst seit wenigen Jahren international etabliert. Das gilt vor allem in Bezug auf Bier. Die ersten chinesischen Brauereien wurden von Russen, Deutschen und Tschechen im 19. Jahrhundert errichtet.
Bis vor wenigen Jahren war für die Völker Chinas, die traditionell eher den chinesischen Schnaps Baijiu präferierten, Bier kein angesehenes Getränk. Mit den ökonomischen Reformen ab 1990 ist das verfügbare Einkommen der chinesischen Bevölkerung gestiegen und parallel hat sich das Interesse an Bier entwickelt. Die chinesische Bierindustrie befindet sich in einem Wettbewerb mit westlichen Konkurrenten. Obgleich das anfängliche Produktionsniveau eher niedrig war, wuchs der Markt rapide an. Stakeholder in der Bierindustrie glauben, dass der chinesische Markt für Bier sein volles Potenzial noch nicht ausgeschöpft hat. Inzwischen wenden sich zahlreiche Brauunternehmen der Welt dem chinesischen Markt für Bier zu.

## Craftbeer in China
Die wachsende Anzahl von Craftbeer in den USA war eine direkte Reaktion gegen die Vereinheitlichung von Bier. Im chinesischen Markt für Bier sind ähnliche Muster erkennbar. So wurde der chinesische Markt für Bier 2001 viel homogener mit dem Eintritt von China in die WTO. Normales Lagerbier war der Standard. Viele Chinesen, die in ländlicheren Gebieten lebten, wussten überhaupt nicht, dass andere Biersorten existierten. Eine hohe Anzahl von Großproduzenten für Bier, die eine hohe Konkurrenz auf dem chinesischen Markt vorfanden, sorgte dafür, dass Marketingstrategien vorrangig auf Markenpolitik und Massenwerbung ausgelegt waren. Verbesserung der Qualität der Produkte war zweitrangig. Die Bierindustrie wurde zu einer sehr kapitalintensiven Industrie, bei der der Skaleneffekt der größte Antreiber des Wachstums war. Tsingtao fuhr seine Bierproduktion hoch, indem mehrere regionale mittelgroße Brauereien in Henan aufgekauft wurden. Als die Globalisierung und die Zusammenlegung von Unternehmen das Angebot auf dem chinesischen Markt für Bier mehr und mehr vereinheitlichten, suchten kultivierte Biertrinker in den größten Städten Chinas (wie Peking, Shanghai und Guangzhou) nach anderen hochwertigen alkoholischen Getränken. Dieser Trend wurde in den Vereinigten Staaten bereits in den frühen 1990ern beobachtet. Die zunehmende Beliebtheit von Craftbeer in China war eine Folge der steigenden Nachfrage nach anderen, hochqualitativen Bieren. Nach 30 Jahren der Öffnung ist der chinesische Markt fest in der Weltwirtschaft integriert. Dadurch konnten Chinesen verschiedener sozialer Schichten sich Wissen aneignen bezüglich Bier, Wein, Whiskey und Schokolade. Craftbeer in chinesischen Großstädten unterstützte diesen Trend. Es zeichnete sich durch kleinere Produktionsmengen und eine lokale Verteilung aus (z. B. kooperieren die Hersteller direkt mit lokalen Restaurants und Pubs). In vielen Fällen werden diese Biere nicht in nationalen Statistiken für Bier aufgeführt. Daten bezüglich Craftbeer sind selten und ungenau. Folglich ist es schwer zu sagen, wo und wann die erste Craftbeer-Brauerei in China eröffnet wurde. Einige inoffizielle Quellen besagen, dass die erste von einem Bierspezialisten aus Texas 2006 in Shanghai eröffnet wurde. Es war ein besonders fruchtiges Bier, das schnell bekannt wurde auf dem lokalen Markt in Shanghai; die Brauerei ging allerdings bereits ein Jahr nach seiner Eröffnung Bankrott. Die Anzahl von Craftbeer-Sorten ist sehr stark angestiegen. Das gilt für Städte wie Peking, Shanghai und Guangzhou. Craftbeer-Brauereien in kleineren Großstädten, wie Xiamen, Nanjing, Chengdu und Xi’an holen langsam auf.

## Lebensmittelsicherheit

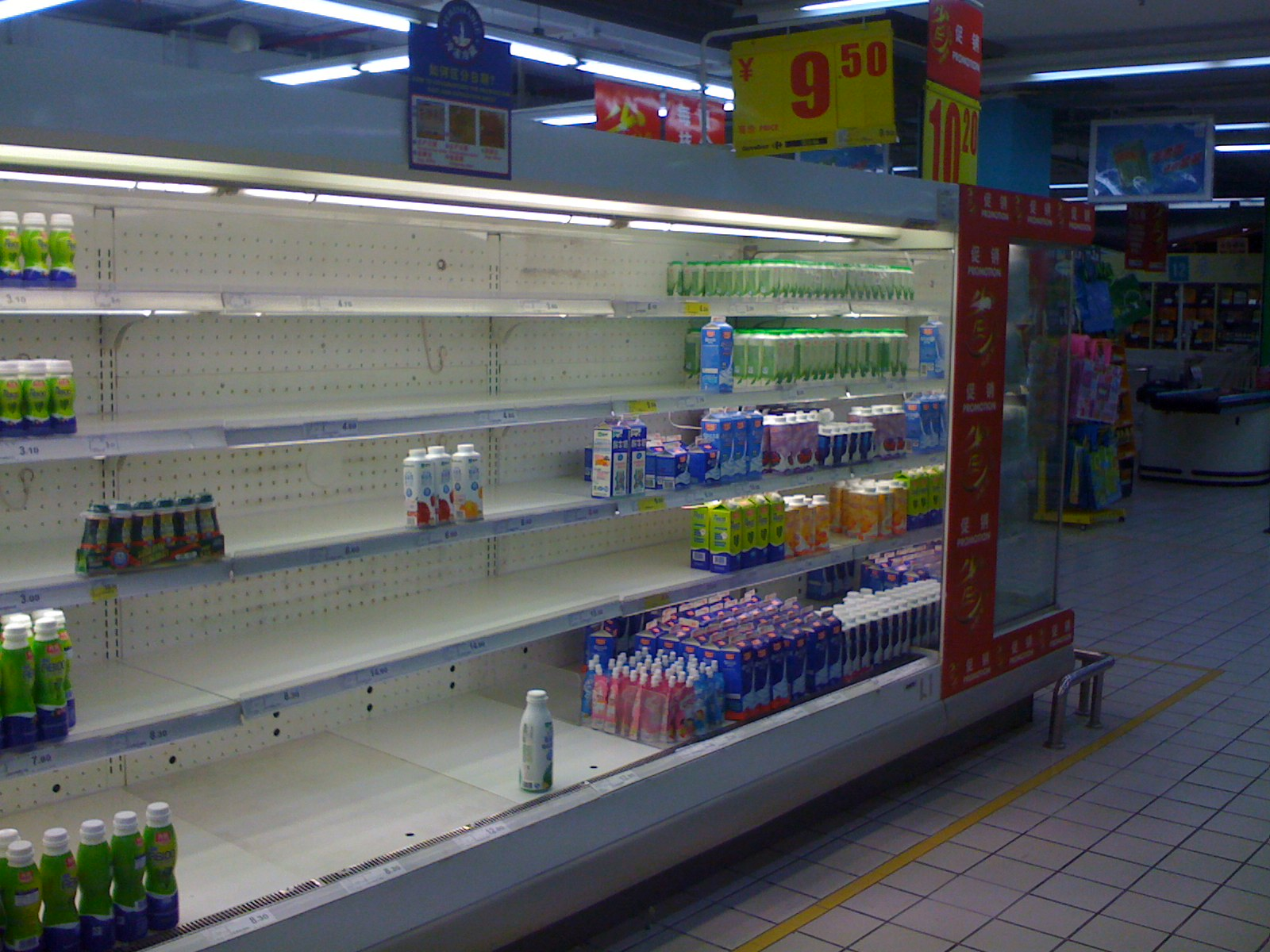
Leeres Milchregal in Folge des Skandals in einem Carrefour in China

Lebensmittelsicherheit ist eines der größten Bedenken von Konsumenten in China. Das Streben nach „sicheren und unbedenklichen“ Lebensmitteln wurde nicht wirklich erfüllt vom aktuellen Markt. Fortlaufende Lebensmittelskandale und die steigende Wertschätzung von Lebensmittelsicherheit brachten die meisten Chinesen dazu, nachdenklich bezüglich der von ihnen konsumierten Lebensmittel zu werden. Auch Bier war davon betroffen: Nach verschiedenen Medienberichten haben diverse Großproduzenten (wie Tsingtao, Yanjing und Snow) Formaldehyde ihrem Bier beigemischt. Craftbeer-Brauereien, die auf die Authentizität ihrer Produkte Wert legen, haben so einen Vorteil gegenüber von Großproduzenten, da sie den Konsumenten die Nachfrage nach „sicherem und unbedenklichem“ Bier erfüllen. Trotzdem bleibt fraglich, ob alle Craftbeer-Brauereien die gleichen Standards beim Bierbrauen anwenden. Bei Werbekampagnen von Craftbeer-Brauereien wird oft mit der Authentizität ihrer Zutaten geworben. Die Zutaten umfassen neben Grundbestandteilen, wie Gerste und Hefen, diverse Früchte und sonstige Zusatzstoffe. Da Craftbeer-Brauereien zunehmend kommerziell werden und die Nachfrage nach Craftbeer steigt – die Markteintrittsbarrieren allerdings unverändert bleiben –, ist zu erwarten, dass mit der Anzahl an Craftbeer-Brauereien die Probleme mit der Lebensmittelsicherheit steigen werden.

## Regulierungen

Emblem der AQSIQ

Generell gibt es zwei Kategorien von Regulierungen, die Brauer erfüllen müssen:
Regulierungen der Bierproduktion, die zum Großteil durch die Instanz General Administration of Quality Supervision, Inspection and Quarantine (AQSIQ; chinesisch: 中华人民共和国国家质量监督检验检疫总局) erfolgen; und generelle Gesetze zur Lebensmittelsicherheit, die hauptsächlich durch Regulierungen und Gesetze vom Ministerium für Gesundheit (chinesisch:中华人民共和国卫生部) realisiert werden. Um Konsumenten vor gesundheitlichen Risiken zu bewahren, hat die AQSIQ diverse Standards, für Bierbrauer und für den Brauprozess, erstellt. Die Regulierungen betreffen fast jeden Aspekt der Brauindustrie, von der Beschaffung zur Beschriftung und vom Brauen hin zum Abfüllen des Biers. Die Standardization Administration of China (SAC;chinesisch:国家标准化管理委员会) hat verständliche nationale Standards für die Brauindustrie zusammengestellt, zusammen mit detaillierten Durchführungsrichtlinien der AQSIQ.
In China produziertes Flaschen- und Dosenbier muss filtriert und pasteurisiert werden; lebendige Hefe oder andere mikrobiologische Organismen dürfen nicht enthalten sein.
Die Regulierungen und Gesetze sind auf Großproduzenten ausgelegt, Filtration und Pasteurisierung können Geschmacksaromen entfernen und dementsprechend den Geschmack des fertigen Biers beeinträchtigen. Strikte Abfüllregulierungen bieten Craftbeer-Brauereien keine Vertriebskanäle, um ihre Produkte auf herkömmliche Art und Weise zu verkaufen, um so mit Großproduzenten zu konkurrieren.

## Wirtschaft
Snow Bier wird von China Ressources Snow Breweries Limited produziert und ist mit 21,7 % Marktanteil das meistverkaufte Bier in China. Erst seit Kurzem konnte es auch das Tsingtao Bier überholen, welches die meist exportierte chinesische Marke ist und weltweit im Jahr 2017 die fünft größte Brauerei war. Viele große internationale Brauereien haben inzwischen Anteile an oder ein Joint Venture mit chinesischen Brauereien. Darüber hinaus werden beliebte internationale Marken, wie z. B. Carlsberg bereits in China produziert. Dies bietet den Herstellern nicht nur Zugang zum chinesischen Markt, sondern sie können auch lokale Brauereien mit Kapital und Know-how versorgen, um das Brauverfahren zu verbessern. Seit dem Jahr 2010 wurden Craftbeer-Feste in Shanghai und Peking beliebt. Mit dem Jahr 2012 gibt es in Shanghai beliebte Bierfeste, wie das Shanghai International Beer Festival und die Shanghai Beer Week.

## Liste chinesischer Biermarken
Die folgenden wichtigsten Biermarken machen zusammen mehr als die Hälfte des chinesischen Biermarktes aus (mit Angabe Brauerei):
- Snow Bier (雪花啤酒); China Resources Breweries
- Tsingtao Bier (青岛啤酒); Tsingtao (Brauerei)
- Harbin-Bier (哈尔滨啤酒); Budweiser APAC
- Budweiser (Anheuser-Busch); Budweiser APAC
- Yanjing-Bier (燕京啤酒); Beijing Yanjing Beer Company